# Evaporador de efecto múltiple

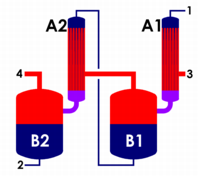
Diagra de un evaporador por película de doble efecto. Vapores condensados del tanque B1 calientan el evaporador A2. 1=alimentación, 2=producto, 3=flujo, 4=vapores

El evaporador de efecto múltiple, tal y como se define en ingeniería química, es un aparato que usa el calor proveniente del vapor para evaporar agua de forma eficiente. En un evaporador de efecto múltiple, el agua se hierve en una secuencia de vasos, cada uno con una presión menor que el anterior. Debido a la temperatura de ebullición del agua, el vapor que hierve en un vaso puede ser usado para calentar el siguiente, y solo el primer vaso (el de mayor presión) requiere una fuente externa de calor. En teoría se pueden construir un número ilimitado de etapas, pero evaporadores con más de cuatro etapas son excepciones raras y que sólo se usan cuando se quiere recuperar el resultante de evaporar el agua en sistemas de recuperación química, donde se pueden alcanzar más etapas.
El evaporador de efecto múltiple fue inventado por el inventor americano e ingeniero Norbet Rillieux. Aunque Rillieux diseñó el aparato durante la década de 1820 y construyó un prototipo en 1834, no pudo construir el primer evaporador práctico industrial hasta 1845. Originalmente diseñado para concentrar azúcar proveniente del jugo de la caña de azúcar, hoy en día se usa ampliamente en la industria donde volúmenes grande de agua necesiten ser evaporados, como en la producción de sal o en la desalinización de agua.
La evaporación con efecto múltiple en plantas puede alcanzar ocho etapas o más en plantas de extracción de azúcar, mientras que en la producción de papel se suelen usar seis etapas para extraer la pulpa de papel.